# Canarana (Mato Grosso)
Canarana, amtlich portugiesisch Município de Canarana, ist eine brasilianische Kleinstadt im östlichen Mato Grosso mit einer großen Gemeindefläche. Sie liegt südöstlich des Parque Indígena do Xingu und ist der wichtigste Zugang zum Schutzgebiet.

## Ortsnamensherkunft und Bedeutung
Canarana ist der einheimische Name der sumpfige Gebiete besiedelnden Art der Süßgräser Hymenachne amplexicaulis, die im Amazonasgebiet an Flussufern und auf Flussinseln häufig vorkommt. Der Kolonisierungspionier Norberto Schwantes wählte diesen Namen.

## Geschichte
1972 wurde die Ansiedlung Canarana als Kolonisierungsprojekt entworfen, Gründungsdatum war der 15. Februar 1975. 1978 wurde Canarana zunächst ein Distrikt des Munizips Barra do Garças, 1979 selbst zum Munizip erhoben und konnte am 15. Februar 1981 nach lokalen Kommunalwahlen für das Rathaus und den Stadtrat installiert werden.
Hintergrund: Canarana entstand durch Landprobleme in Rio Grande do Sul im Süden des Landes. 1970 lebten in Tenente Portela über 4000 Bauernfamilien auf einer Fläche von nur 34.000 Hektar. Mehr als die Hälfte dieser Familien hatte nicht genug Land, um zu leben und ihre Kinder aufzuziehen. Jedes Jahr wurden etwa 450 neue Familien gegründet. Viele landeten in den Slums der Städte der Region.
Die Gründung des Stadtradios von Tenente Portela 1970 unter der Leitung des damaligen Pastors Norberto Schwantes (1935–1988), später zum Bundesabgeordneten in die Verfassunggebende Versammlung von 1988 gewählt, ermöglichte Treffen, bei denen das Problem des Landmangels direkt mit den Bauern besprochen werden konnte. Es galt in der Zeit der Militärdiktatur als Subversion, offen über Landprobleme zu sprechen. Der Agrarwissenschaftler Orlando Roewer präsentierte eine schon traditionelle Idee, die Auswanderung in andere Landesteile. Es wurde geplant, eine Genossenschaft gegründet, die Cooperativa de Colonização 31 de Março Ltda. (Coopercol), und in etwa 1800 km Entfernung Siedlungsland in Mato Grosso gefunden, wo sich zunächst zwei Familien ansiedelten. 1972 folgten 80 weitere Familien, die sich auf drei Agrardörfer verteilten, jedes 6 km von einem geplanten Stadtzentrum entfernt. Jede Familie erhielt 480 Hektar Land. Viele der ersten Kolonisten trugen deutschsprachige Namen, da sie aus den ersten Einwanderungswellen in Rio Grande do Sul abstammten.
Im Jahr 1975 konnte eine Transportflugmaschine angeschafft werden, eine DC-130, frühere Typenbezeichnung Douglas C-47-5-DK, die weitere Kolonisten brachte und diesen mit Versorgungsflügen half. Sie steht heute als Wahrzeichen der Stadt auf einem Platz im Zentrum. Es bildeten sich weitere Siedlungskerne und zwei weitere Siedlungkooperativen.
1982 wurde in Canarana die Banco do Brasil gegründet, über deren Kredite für Landmaschinen im neuen Munizip Fortschritte in der Mechanisierung der Landwirtschaft erzielt wurden. 1984 wurde innerhalb des Munizips der Distrito de Ribeirão Bonito gegründet, der bereits am 3. Mai 1988 als Ribeirão Cascalheira selbständiges Munizip wurde.
Canarana hat auch Tourismuspotential mit am Rio Sete de Setembro und Rio Culuene gelegenen Gasthäusern.

## Geografie
Das Munizip liegt in der Savannenlandschaft des Cerrado an der Grenze zum oberen Rio Xingu, der zum hydrographischen Bereich des Amazonas gehört. Nördlich schließt sich Amazonas-Regenwald an.

### Klima
Das Klima entspricht nach der Klimaklassifikation von Köppen und Geiger tropischem Savannenklima (Aw) mit starkem Regen von Dezember bis Februar und kaum Regen von Mai bis September.
Monatliche Durchschnittstemperaturen und -niederschläge für Canarana
|                   | Jan  | Feb  | Mär  | Apr  | Mai  | Jun  | Jul  | Aug  | Sep  | Okt  | Nov  | Dez  |   |      |
| Temperatur (°C)   | 25,2 | 25,3 | 25,3 | 25,6 | 25,8 | 25,5 | 25,6 | 27,5 | 29,0 | 27,7 | 25,9 | 25,5 | Ø | 26,2 |
| Niederschlag (mm) | 253  | 223  | 209  | 116  | 23   | 2    | 0    | 6    | 32   | 127  | 189  | 233  | Σ | 1413 |

### Lage
Die urbane und wenige Quadratkilometer umfassende Siedlungsfläche von Canarana liegt 604 km östlich von Cuiaba, Hauptstadt von Mato Grosso, 800 km westlich der Bundeshauptstadt Brasília sowie 325 km nördlich von Barra do Garças und etwa 100 km südlich des Parque Indígena do Xingu.
Die Gemeindefläche umfasst rund 10.855,2 km², etwa zwei Drittel der Fläche Schleswig-Holsteins, rechnerisch ergibt sich eine Bevölkerungsdichte von rund 1,7 Personen pro km².
Die Nachbargemeinden sind Cocalinho, Ribeirão Cascalheira, Querência, Gaúcha do Norte, Água Boa und Nova Nazaré.

### Hydrografie
Durch das Gemeindegebiet fließen Rio Sete de Setembro und Rio Tanguro.

## Kommunalpolitik
Bei der Kommunalwahl 2020 wurde für die Amtszeit 2021 bis 2024 Fábio Marcos Pereira de Faria, bekannt als Fábio Faria, zum Stadtpräfekten (Bürgermeister) gewählt.
Die Legislative wird durch einen Stadtrat (Câmara Municipal) aus 11 gewählten „Vereadores“ ausgeübt.

## Bevölkerung
Im Munizip lebten 2010 18.754* Menschen, die Canaranenser genannt werden, davon 14.805* im urbanen Bereich und 3949* im ländlichen Umfeld. Außer Teilen des Parque Índigena do Xingu befinden sich auch Teile zweier weiterer Terras Indígenas im Munizip, nordwestlich des Terra Indígena Pequizal do Naruvôtu und östlich des Terra Indígena Pimental Barbosa.
2010 waren 27,2 % der Bevölkerung Kinder und Jugendliche unter 15 Jahren. Die Analphabetenquote der über 25-Jährigen wurde mit 11,85 % angegeben.
In der Dialektgeografie liegt Canarana im Bereich des Amazofonia-Dialekts, auch als Nortista bezeichnet.

### Bevölkerungsentwicklung
| Jahr | Einwohner | Stadt   | Land   |
| --- | --------- | ------- | ------ |
| 1980 | 8.757     | 802     | 7.955  |
| 1991 | 11.909    | 6.655   | 5.254  |
| 2000 | 15.408    | 11.657  | 3.751  |
| 2010 | 18.701*   | 14.813* | 3.888* |
| 2021 | 22.101    | ?       | ?      |
| Die zur Anzeige dieser Grafik verwendete Erweiterung wurde dauerhaft deaktiviert. Wir arbeiten aktuell daran, diese und weitere betroffene Grafiken auf ein neues Format umzustellen. (Mehr dazu) |           |         |        |

Quelle: IBGE (2011)

* Anmerkung: Die Angaben in den verschiedenen Datenbanken des Statistikamtes können etwas voneinander abweichen, so werden für das Jahr 2010 die beiden Werte 18.701 und 18.754 Einwohner genannt.

### Ethnische Zusammensetzung
Ethnische Gruppen nach der statistischen Einteilung des IBGE (Stand 2000 mit 15.408 Einwohnern, Stand 2010 mit 18.754 Einwohnern):
| Gruppe      | Anteil 2000 | Anteil 2010 | Anmerkung                        |
| ----------- | ----------- | ----------- | -------------------------------- |
| Brancos     | 7.725       | ▲ 8.166     | Weiße, Nachfahren von Europäern  |
| Pardos      | 5.581       | ▲ 7.982     | Mischrassige, Mulatten, Mestizen |
| Pretos      | 672         | ▲ 995       | Schwarze                         |
| Amarelos    | 18          | ▲ 146       | Asiaten                          |
| Indígenas   | 1.381       | ▲ 1.451     | indigene Bevölkerung             |
| ohne Angabe | 144         | –           |                                  |

### HDI
Der Index der menschlichen Entwicklung für Städte, abgekürzt HDI (portugiesisch: IDH-M) lag 1991 bei dem sehr niedrigen Wert von 0,480, im Jahr 2010 bei dem als mittelhoch eingestuften Wert von 0,693.

## Wirtschaft

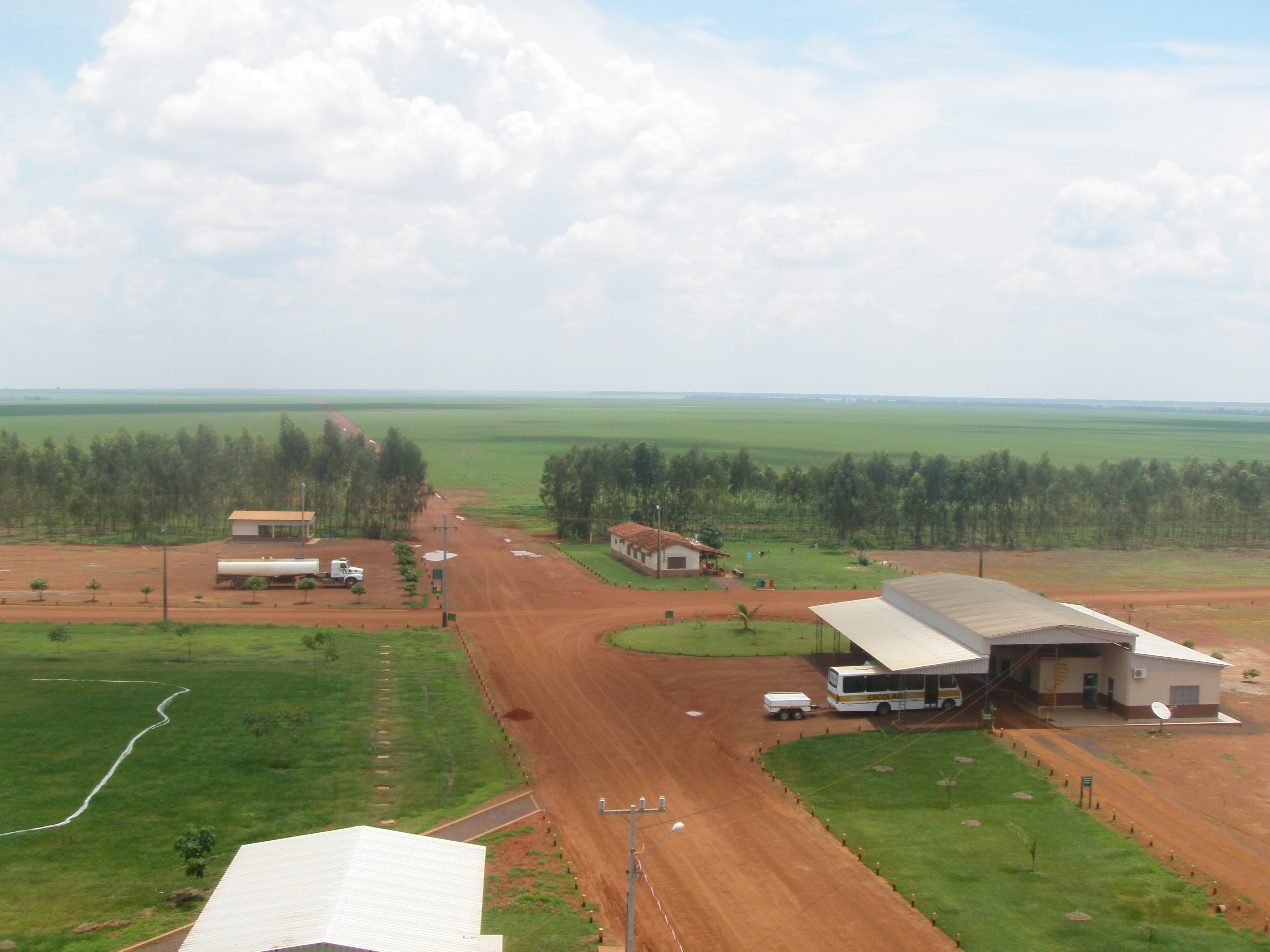
Sojaanbau auf der Fazenda Cocal

### Sektor Dienstleistungen
In Canarana sind viele staatliche und nicht staatliche Organisationen ansässig, die im Bereich Schutz der Umwelt und der indigenen Bevölkerung arbeiten. Niederlassungen betreiben unter anderen das Instituto Socioambiental, die APIX (Articulação dos Povos Indígenas no Xingu), die FUNAI und die FUNASA.

### Sektor Landwirtschaft
Auf der 2017 rund 790.200 Hektar großen landwirtschaftlich genutzten Fläche erwirtschaftete der Sojaanbau 612.011.000 R$. Zudem werden Mais, Kürbisarten, Wassermelonen und Sesam angebaut. Die Anzahl an Rindern betrug 2010 rund 364.400 und verringerte sich 2019 auf rund 291.000.

## Verkehr
Durch Canarana führen die Staatsstraßen MT-020, MT-110, MT-109/BR-242 (transversal) und von Canarana führt die MT-326 östlich zur longitudinalen BR-158.
Nach Cuiaba und nach Brasília gibt es tägliche Busverbindungen.
Die Gemeinde verfügt über den eigenen Flughafen Canarana (Aeroporto Municipal de Canarana; IATA: CQA, ICAO: SWEK).

## Kultur
2003 wurde die Fundação Pró-Memória de Canarana gegründet, die im Zentrum der Stadt ein heimatkundliches Museum unterhält.

## Religion
Canarana gehört zum Bistum Barra do Garças.
Die ursprünglichen Kolonisten waren vorwiegend evangelisch-lutherisch aus Rio Grande do Sul. Die demografischen Änderungen führten dazu, dass sich bei der Volkszählung 2010 10.646 Personen zum Katholizismus bekannten, 4850 zu einer evangelischen Kirche, rund 3000 zu einer Pfingstbewegung, 84 zu indigenen Traditionen und 2798 machten keine Angaben.